# Kyllikki
Kyllikki ist ein weiblicher Vorname.

## Herkunft und Varianten
Der Name ist finnischen Ursprungs und leitet sich ab von kyllä (Fülle) oder kyllin (genug).
Eine finnische Verkleinerungsform ist Kylli.

## Bekannte Namensträgerinnen
- Riitta Kyllikki Hari (* 1948), finnische Neurowissenschaftlerin